# Бурый снегирь
Бурый снегирь (лат. Pyrrhula nipalensis) — примитивный вид из рода снегирей, вероятно, близкий к предковой форме рода. Встречается в хвойных лесах гор Южной Азии, Тайваня и Индокитая. Практически бурого снегиря относят к группе Масковых снегирей, но этот вид очень близок и к черношапочным снегирям. Из всех снегирей у этого вида имеются признаки формирования чёрной «шапочки».

## Описание
Птица мелких размеров, с воробья. Оперение головы вокруг клюва и глаз — чёрное. Маховые и рулевые перья тоже чёрные с синим металлическим отливом и чешуйчатым рисунком. Поясница чёрная, надхвостье и подхвостье — белые. Хвост длинный, ступенчатый с серединной глубокой выемкой. Остальное оперение коричневое (голова, спина, живот) или серо-коричневое (щеки). Иногда черные перья сверху на голове образуют чешуйчатый рисунок в виде «шапочки». Радужка коричневая или жёлтая.
Половой диморфизм практически отсутствует. Самцы отличаются более ярким и контрастным оперением. Самое крайнее третьестепенное маховое у самцов с красным пятном, у самок — пятно жёлтое.
Птенцы преимущественно охристо-коричневое оперение, более бледное, чем у родителей.

## Распространение и систематика
Среди всех масковых снегирей имеет самое широкое распространение и наиболее крупные размеры. Пять подвидов.
1. Pyrrhula nipalensis nipalensis Hodgson, 1836 — Гималаи.
2. Pyrrhula nipalensis victoriae Rippon, 1906 — Восточный Китай.
3. Pyrrhula nipalensis ricketti La Touch, 1905 —Западный Китай.
4. Pyrrhula nipalensis uchidai Kuroda, 1916 — Тайвань.
5. Pyrrhula nipalensis waterstradti Hartert, 1902 — горы на юге полуострова Малакка.Радужка желтая. Щеки белые.